# 贝内瓦吉恩纳
贝内瓦吉恩纳（義大利語：Bene Vagienna），是意大利库内奥省的一个市镇。总面积48平方公里，人口3640人，人口密度75.8人/平方公里（2009年）。ISTAT代码为004019。